# Simion Vârgolici
Simion Vârgolici (1 noiembrie 1902, Gănești, Galați – 26 august 2002, Galați) a fost unul dintre cei mai importanți duhovnici ai Ortodoxiei române, preot iconom stavrofor și gazetar ortodox.A fost un anticomunist convins, sora sa, Ruxandra fiind o victimă a colectivizării forțate.

## Studii
- Școala primară de 5 ani din satul Comănești, comuna Gănești, Galați (1910-1915).
- Școala pregătitoare  din Gănești și Târgu Bujor (1917-1918).
- Școala normală din Ploiești (1918-1923).
- Seminarul teologic din Constanța (1923-1926).
- Institutul teologic din București (1926-1933).

## Activitate profesională
- Lucrează în spatele frontului, ajutînd după putere spitalele de răniți din Suceveni, Băneasa și Rogojeni (1916-1917).
- Angajat al sectorului cultural din Centrul Eparhial din Galați (1927-1929)
- Hirotonit la 12 decembrie1929 pe seama parohiei Sulina.
- Hirotonit la 22 decembrie1929 pe seama parohiei Sulina.
- Profesor și director la Gimnaziul din Sulina (1930-1937).
- La 1 iunie 1934 înființează la Sulina foaia parohială „Viața adevărată“, subintitulată „Foaie pentru explicarea și popularizarea doctrinei creștine, spre moralizarea, pacea și înfrățirea oamenilor“.
- Reușește să definitiveze construirea bisericii din Sulina (1937).
- Se transferă la parohia „Sfîntul Vasile“ din Galați (1937).
- preot la Capela Penitenciarului din Galați (1938-1939).
- În 1940 înființează la Galați revista ortodoxă „Soborul“.
- Numit preot la parohia „Bunavestire“ din Galați la data de 1 noiembrie 1941 pînă la pensionare.
- Preot militar girant al Diviziei din Galați (1942).
- Protopop de Galați în perioada 1949 – 1951.

## Distinții oferite
- Cetățean de onoare al municipiului Galați (1994).

## Volume tipărite
- Convorbire cu Fabian Anton – în „Dependența de cer. Convorbiri duhovnicești“, editura „Eikon“, Cluj, 2002
- „Icoane șterse“, editura „Singur“, Târgoviște, 2013